# São-Paulo-Lanzenotter
Die São-Paulo-Lanzenotter (Bothrops itapetiningae) ist eine Vipernart aus der Unterfamilie der Grubenottern und zählt zur Gattung der Amerikanischen Lanzenottern (Bothrops). Die Erstbeschreibung erfolgte durch den Zoologen George Albert Boulenger im Jahr 1907.

## Merkmale
Die São-Paulo-Lanzenotter erreicht eine Gesamtlänge von circa 40 cm, selten mehr als 50 cm. Der Kopf ist kantig, länglich, bei Aufsicht dreieckig geformt und deutlich vom Hals abgesetzt. Das Auge besitzt eine bei Lichteinfall vertikal geschlitzte Pupille. Der Körper weist eine rötliche bis rötlichbraune Grundfärbung mit mehreren Reihen dunkler Flecken auf. Im vorderen Bereich können diese Flecken hell gerandet sein, während die Randung der Flecken zum Schwanz hin verblasst. Der Kopf besitzt oberseits fünf dunkelbraune Flecken. Die ersten vier Oberlippenschilde und die Unterlippenschilde sind weißlich. Hinter der Kopfmitte zeichnen sich zu den Kopfseiten hin verlaufende, hell gerandete Streifen. Die Bauchseite ist hell und an den Rändern graubraun gefleckt. Der Giftapparat besteht, wie für Vipern typisch, aus seitlich des Schädels befindlichen Giftdrüsen (spezialisierte Speicheldrüsen) und im vorderen Oberkiefer befindlichen, beweglichen Fangzähnen (solenoglyphe Zahnstellung).

### Pholidose
Die Pholidose (Beschuppung) zeigt folgende Merkmale:
- 8 Oberlippenschilde (Supralabialia),
- 10 Unterlippenschilde (Sublabialia),
- Schnauzenschild (Scutum rostrale) höher als breit, untere Kante breiter als die obere Kante,
- Nasenschild (Scutum nasale) ist ungeteilt,
- Scuta ocularia
  - Oberaugenschild (Scutum supraoculare) auffällig groß, i. d. R. von 7 kleineren Schuppen umgeben,
  - 2 bis 3 Hinteraugenschilde (Scuta postocularia),
  - 2 bis 3 Unteraugenschilde (Scura subocularia), durch eine Reihe kleiner Schuppen von den Oberlippenschilden getrennt,
- 25 bis 27 Reihen stark gekielter Rumpfschuppen (Scuta dorsalia),
- 144 bis 160 Bauchschilde (Scuta ventralia),
- 26 bis 38 Unterschwanzschilde (Scuta subcaudalia) und
- 1 ungeteiltes Analschild (Scutum anale).

## Systematik
Unter anderem auf Basis molekularbiologischer Untersuchungen wurde von Fenwick et al. (2009) und Wallach et al. (2014) eine Aufspaltung der Gattung Bothrops vorgeschlagen, wobei die São-Paulo-Lanzenotter unter der Bezeichnung Rhinocerophis itapetiningae in die Gattung Rhinocerophis überführt würde.

## Verbreitung

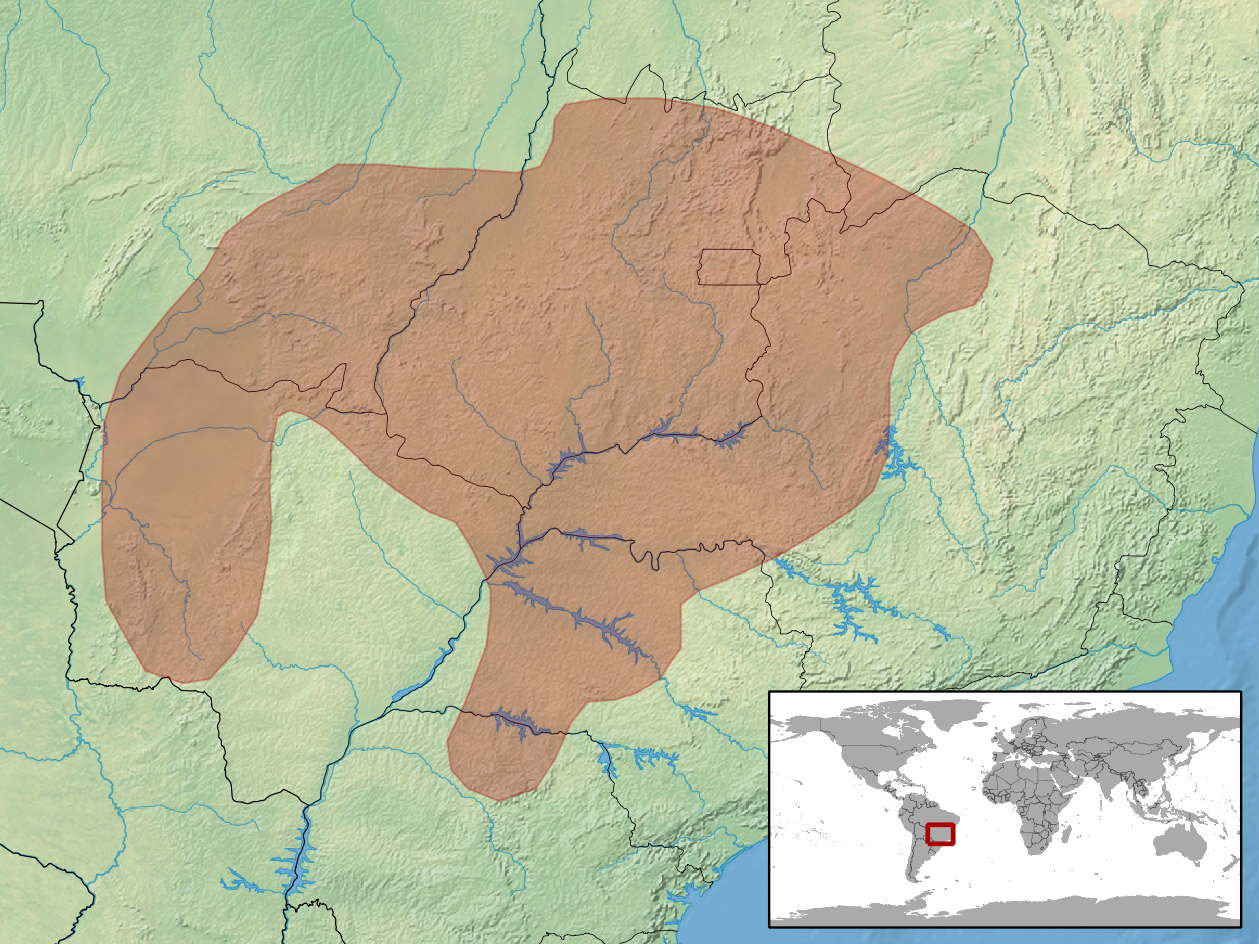
Verbreitungsgebiet der São-Paulo-Lanzenotter

Das Verbreitungsgebiet umfasst innerhalb des Südostens Brasiliens Areale der Regionen Minas Gerais, Goiás, Mato Grosso, São Paulo, Parana, Santa Catarina sowie eventuell Rio Grande do Sul. Die besiedelten Biotope werden von Savannen, Buschland und offenen Feldern dargestellt.

## Lebensweise
Die São-Paulo-Lanzenotter führt eine bodenbewohnende und weitgehend nachtaktive Lebensweise. Zum Beutespektrum zählen in erster Linie kleine Säugetiere, Echsen, Froschlurche und kleine Vögel. Die Fortpflanzung erfolgt durch Ovoviviparie, also ei-lebendgebärend. Ein Wurf kann sechs bis zehn Jungschlangen umfassen.

## Schlangengift
Es kommt nur selten zu Giftbissen durch diese Art. Zwar wird die Gefährlichkeit eines Giftbisses als geringer gewertet als durch einige verwandte Arten (z. B. Bothrops asper), aber Intoxikationen müssen dennoch als potentiell lebensbedrohlich betrachtet werden. Das Giftsekret der São-Paulo-Lanzenotter enthält Fibrinogenasen. Weiterhin sind vermutlich Cytotoxine, Hämorrhagine (blutgefäßschädigende Metalloproteasen) und Myotoxine enthalten. Es sind nur wenige klinische Berichte verfügbar. Als Schlüsselsymptome einer Intoxikation nach Giftbiss durch die São-Paulo-Lanzenotter sind lokale Schwellung, Blasenbildung, Nekrose, Koagulopathie und Blutungen zu nennen. Es stehen diverse Antivenine, etwa 'Polyvalent Antivenom' (Instituto Clodomiro Picado, Costa Rica) oder 'Soro antibotropico-laquetico' (Instituto Butantan, Brasilien), für eine Therapie zur Verfügung.